# Callicostella papillosula
Callicostella papillosula är en bladmossart som beskrevs av Brotherus och Potier de la Varde in Potier de la Varde 1925. Callicostella papillosula ingår i släktet Callicostella och familjen Hookeriaceae. Inga underarter finns listade i Catalogue of Life.